# Xylocoris californicus
Xylocoris californicus är en insektsart som först beskrevs av Reuter 1884.  Xylocoris californicus ingår i släktet Xylocoris och familjen näbbskinnbaggar. Inga underarter finns listade i Catalogue of Life.